# 조 이사무
조 이사무(영어: Joe Isamu, 1895년 1월 19일 ~ 1945년 6월 23일)는 제2차 세계 대전에서 활약한 일본제국 육군의 군인이다. 그는 초국가주의를 추구하는 황도파 신봉자였다.

## 경력
이사무는 후쿠오카 출신으로 1916년 일본 육군사관학교를 졸업하고, 1928년 일본 육군대학을 졸업하였다. 임관 후 첫 부임지가 관동군이었는데, 관동군에는 일본 내 정치에 관심이 많은 정치 군인들이 많았다. 조는 이러한 영향을 받아 정치화되었으며, 일본에 돌아와 현역 군인의 신분으로 여러 정치적인 일에 간여하였고, 민간정치를 전복하려던 육군 중심의 쿠데타 계획인 3월 사건과 10월 사건에 직간접적으로 연루되었다.
그는 1930년 하시모토 긴고로(橋本欣五郎)와 군내 비밀결사인 사쿠라회(桜会)를 결성하여, 민간인의 부패 정치를 일소한다는 명분으로 민주제를 부정하고 국가주의적인 전체주의 정부를 수립하려 기도하였다. 1936년 황도파 장교들에 의한 쿠데타인 2.26 사건이 일어났고, 그와 동지였던 하시모토는 여기에 연루된 것으로 판단되어 예편처분을 받았으나, 그는 가벼운 징계만을 받고 계속 현역으로 근무하였다.
그는 돌격에 집착하는 맹장으로 알려져 있으며, 부하들의 흡연과 음주를 엄격하게 금지하여 직접 구타하는 것으로 유명했다.

## 중일 전쟁과 태평양 전쟁
중일 전쟁이 발발하자, 이사무는 상하이 파견군 휘하의 제74연대의 연대장을 맡아 참전하였다. 그는부사령관을 맡고 있던 아사카 야스히코(朝香鳩彦) 중장의 부관으로서 모든 포로를 처형하라는 명령을 내렸으나, 아사카가 직접 그러한 명령을 내렸는지, 혹은 조가 상관의 이름을 빌려 명령을 내렸는지는 논란이 있다. 이러한 독단적인 행동으로 그는 사령관인 마쓰이 이와네(松井石根) 대장에게 크게 질책을 들었다.
이후 1939~1940년에는 조선 주둔의 26사단의 참모장에 임명되어 두만강 근처의 국경 부근에서 소련군과 대결한 장고봉 사건(張鼓峰事件)에 참전하였다. 이후 타이완 군 사령부를 거쳐 1940~1941년에는 프랑스령 인도차이나를 점령하기 위한 인도차이나 원정군의 참모장을 맡았다.
이후 일본에 돌아와 1941년 소장으로 진급하였으며, 태평양 전쟁 전야에 일본 육군성의 군무국에서 동남아 침공작전을 입안하였다. 개전과 함께 남방총군과 함께 동남아시아로 진격하여 필리핀 작전에 참가하였다.
1942~1944년 그는 다시 만주로 돌아가 제10사단의 사단장이 되었고, 이후 관동군 사령부에서 근무하다가 제1기계화여단의 여단장이 되었다.

## 오키나와 전투
1944년 7월 이사무는 오키나와 방위를 담당한 제32군의 참모장으로 임명되고, 45년 3월 중장으로 승진하였다. 제32군은 슈리산 근처의 방어 진지를 세워두고 지구전으로 미군에 맞서려고 했으나, 그는 미군에 대한 강력한 공세를 주장하여 관철시켰는데, 이는 미군의 반격에 의해 분쇄되어 도리어 일본군에게 큰 피해를 입혔다. 그는 섬의 함락이 임박하자 6월 23일 사령관 우시지마 미쓰루(牛島満) 대장과 함께 전통적인 사무라이 할복 의식으로 자살하였다.